# RollerCoaster Tycoon 3D
RollerCoaster Tycoon 3D là một game mô phỏng xây dựng và quản lý do hãng n-Space phát triển cho hệ máy Nintendo 3DS. Trò chơi này là spin-off của dòng game RollerCoaster Tycoon và là tựa game di động đầu tiên trong thương hiệu này.

## Lối chơi
Lối chơi tương tự và vay mượn các yếu tố từ các phần trước của dòng game RollerCoaster Tycoon, vì người chơi có thể xây dựng tàu lượn trong không gian 3D, xây dựng các điểm tham quan khác nhau và nói chung là các khía cạnh khác nhau của công viên. Trò chơi cũng có các tính năng từ tựa game trước như CoasterCam và các khu vực theo chủ đề, nhưng không có các tính năng khác như khu vui chơi dưới nước, pháo hoa và địa hình có thể điều chỉnh.

## Đón nhận
Hầu hết các đánh giá dành cho RollerCoaster Tycoon 3D là tiêu cực, với nhiều nhà phê bình cho rằng game không theo kịp những phiên bản tiền nhiệm do mảng đồ họa kém hấp dẫn, thiếu cơ chế từ các phần chơi trước, thiết kế giao diện kém và trải nghiệm nhìn chung khá buồn tẻ. Trò chơi có số điểm là 39/100 trên Metacritic.
Mike Sklens của Nintendo World Report nói màn hình cảm ứng trong trò chơi lúc được lúc không và việc khó lưu game làm giảm trải nghiệm chơi khá nhiều.